# スティーブン・プライヤー
スティーブン・マイケル・プライヤー（Stephen Michael Pryor、1989年7月23日 - ）は、アメリカ合衆国・テネシー州ドネルソン出身の元プロ野球選手（投手）。右投右打。

## 経歴

### プロ入り前
高校卒業後、ドラフト指名されずクリーブランド・コミュニティ大学に進学。
2008年のMLBドラフトでテキサス・レンジャーズから42巡目指名されるも、入団せず。テネシー工科大学に進学し、抑えとして活躍した。

### プロ入りとマリナーズ時代
2010年のMLBドラフトでシアトル・マリナーズから5巡目（全体162位）指名され、プロ入り。この年は傘下のA-級エバレット・アクアソックス、A級クリントン・ランバーキングスでプレー。
2011年はA+級ハイデザート・マーベリックスでプレー。その後、AA級ジャクソン・ジェネラルズに昇格。
2012年5月、AAA級タコマ・レイニアーズに昇格。5月31日にはメジャー初昇格し、6月2日のシカゴ・ホワイトソックス戦で初登板を果たした。6月8日のロサンゼルス・ドジャース戦で初勝利を挙げた。この試合は6人の継投でノーヒットノーランを記録した。
2014年2月27日にマリナーズと1年契約に合意した。3月29日に15日間の故障者リスト入りした。4月3日にリハビリのため、AA級ジャクソンへ異動した。4月17日に復帰したが、AAA級タコマへ降格した。7月9日にメジャーへ昇格し、同日のミネソタ・ツインズ戦に登板したが、試合後にAAA級タコマへ降格した。マリナーズでは1試合の登板にとどまり、防御率0.00だった。

### ツインズ傘下時代
2014年7月24日にケンドリス・モラレスとのトレードでツインズへ移籍した。この年はツインズでの登板は無かった。
2015年3月31日、40人枠を外れる形でAAA級ロチェスター・レッドウイングスに降格し、開幕を迎えた。12月17日に解雇となる。

## 詳細情報

### 年度別投手成績
| 年 度     | 球 団     | 登 板 | 先 発 | 完 投 | 完 封 | 無 四 球 | 勝 利 | 敗 戦 | セ 丨 ブ | ホ 丨 ル ド | 勝 率 | 打 者 | 投 球 回 | 被 安 打 | 被 本 塁 打 | 与 四 球 | 敬 遠 | 与 死 球 | 奪 三 振 | 暴 投 | ボ 丨 ク | 失 点 | 自 責 点 | 防 御 率 | W H I P |
| --------- | --------- | ----- | ----- | ----- | ----- | -------- | ----- | ----- | -------- | ----------- | ----- | ----- | -------- | -------- | ----------- | -------- | ----- | -------- | -------- | ----- | -------- | ----- | -------- | -------- | ------- |
| 2012      | SEA       | 26    | 0     | 0     | 0     | 0        | 3     | 1     | 0        | 5           | .750  | 104   | 23.0     | 22       | 5           | 13       | 2     | 0        | 27       | 3     | 0        | 13    | 10       | 3.91     | 1.52    |
| 2013      | SEA       | 7     | 0     | 0     | 0     | 0        | 0     | 0     | 0        | 3           | ----  | 26    | 7.1      | 3        | 0           | 1        | 0     | 0        | 7        | 0     | 0        | 0     | 0        | 0.00     | 0.55    |
| 2014      | SEA       | 1     | 0     | 0     | 0     | 0        | 0     | 0     | 0        | 0           | ----  | 8     | 1.2      | 1        | 0           | 2        | 0     | 0        | 1        | 1     | 0        | 1     | 0        | 0.00     | 1.80    |
| 通算：3年 | 通算：3年 | 36    | 0     | 0     | 0     | 0        | 3     | 1     | 0        | 8           | .750  | 138   | 32.0     | 26       | 5           | 16       | 2     | 0        | 35       | 4     | 0        | 14    | 10       | 2.81     | 1.31    |

- 2014年度シーズン終了時

### 背番号
- 46 (2012年 - 2014年)